# Brătești (okręg Bacău)
Brătești – wieś w Rumunii, w okręgu Bacău, w gminie Bârsănești. W 2011 roku liczyła 1124 mieszkańców.